# Lucien Hauman
Lucien Leon Hauman-Merck (1880 - 1965), foi um botânico belga de nascimento e argentino por adoção.

## Biografia
O Dr. Lucien Hauman  chegou à Argentina em 1904 e no mesmo ano tornou-se professor da recém-criada Faculdade de Agronomia e Veterinária da Universidade de Buenos Aires até 1925. A partir do seu ingresso na Universidade, gerou novas linhas de pesquisa nas áreas de taxonomia botânica, fisiologia vegetal, fitopatologia e microbiologia agrícola. Realizou estudos fitogeográficos e escreveu monografias sobre ad regiões de Rio Negro  (1913), Valdiviana (1916) e sobre a alta Cordilheira de Mendoza (1918).
Publicou numerosos trabalhos de pesquisa, contribuindo para a formação de numerosos botânicos argentinos, entre eles Luis H. Irigoyen.
Fez viagens de coletas de plantas na Argentina, Paraguai, Chile, República Democrática do Congo e no Uruguai.
O Jardim Botânico Lucien Hauman, da UBA, foi assim nomeado em sua homenagem.

## Obras
- "La forêt valdivienne et ses limites : notes de géographie botanique", Hauman Merck, Lucien, Buenos Aires, 1916.
- "Bibliografía botánica argentina", Hauman Merck, Lucien, Buenos Aires, 1922.
- "Les hordum spontanés", Hauman Merck, Lucien
- "Catalogue des phanérogames de l'Argentine" Hauman Merck, Lucien, Buenos Aires, 1923.
- "Notes sur le saule sud-amerícain", Hauman Merck, Lucien, Buenos Aires, 1923.